# Braunschulterstärling
Der Braunschulterstärling (Agelaius humeralis) ist eine Vogelart aus der Familie der Stärlinge (Icteridae). Ihr Verbreitungsgebiet ist auf die Karibikinseln Kuba und Hispaniola begrenzt, wo die Vögel allerdings als häufig und nicht gefährdet gelten.

## Merkmale
Braunschulterstärlinge sind recht kleine Vertreter ihrer Familie, die ausgewachsen eine Größe von etwa 19 bis 22 cm erreichen. Männliche Exemplare werden dabei tendenziell etwas schwerer, ihr Gewicht liegt bei circa 38,5 g, während ihre weiblichen Artgenossen bei durchschnittlich 34,5 g liegen. Der konisch geformte, spitz zulaufende Schnabel ist in etwa so lang wie der Kopf. Hinsichtlich der Gefiederfärbung existiert zwischen den Geschlechtern ein wenig ausgeprägter, aber erkennbarer Sexualdimorphismus. Das Gefieder der Männchen ist fast am ganzen Körper einheitlich schwarz gefärbt, bei entsprechendem Lichteinfall ist ein matter, bläulicher Glanz erkennbar. An den kleinen und mittleren Armdecken des Oberflügels findet sich ein namensgebender, gelbbrauner Fleck, der nach unten hin von einem cremefarbenen Band gesäumt wird. Dieser ist auch bei weiblichen Exemplaren vorhanden, jedoch in reduzierter Form. Die mittleren Armdecken weisen bei ihnen häufig einen gut erkennbaren, schwarzen Punkt in der Mitte der Spitze auf oder sind fast gänzlich schwarz mit nur angedeuteter, gelbbrauner Spitze. Am Rest des Körpers wirkt ihr Gefieder eher leicht bräunlich verwaschen als einheitlich schwarz. Die unbefiederten Beine und Füße sind bei beiden Geschlechtern dunkelgrau bis schwärzlich gefärbt. Der Schnabel besitzt eine ähnliche Färbung. Die Iris des Auges zeigt ein dunkles Braun.

## Habitat und Lebensweise
Während die übrigen Arten der Gattung Agelaius meist mit Feuchtgebieten wie Sümpfen oder Mooren assoziiert sind, bevorzugt der Braunschulterstärling hingegen eher offenes Waldland und Waldränder als Lebensraum. Regional werden auch Mangroven bewohnt. Auch in vom Menschen geprägten Habitaten wie Ackerland und Siedlungen können die Vögel angetroffen werden, solange zumindest einige isolierte Bäume zur Verfügung stehen. Auf Hispaniola werden darüber hinaus trockene, von niedrigwachsenden Mesquitebäumen geprägte Gebiete besiedelt. Besonders dichte Wälder werden hingegen im gesamten Verbreitungsgebiet eher gemieden. Außerhalb der Brutzeit bildet die Art bei der Nahrungssuche gern große Schwärme, oft auch gemeinsam mit anderen Stärlingen. Ein aggressives Territorialverhalten weisen die Vögel folglich nicht auf.

### Ernährung
Der Braunschulterstärling ernährt sich omnivor und nimmt bei entsprechender Gelegenheit eine große Bandbreite an Nahrung an. Die Nahrungssuche findet sowohl am Boden als auch auf Bäumen statt. Neben Insekten und anderen Gliederfüßern werden seltener auch kleine Echsen erbeutet. Bei den Insekten kommt Bienen und Grabwespen eine besondere Bedeutung zu. Darüber hinaus werden Reis- und andere Getreidekörner gefressen, was die Art zu einem Landwirtschaftsschädling macht. Der wirtschaftliche Schaden, den die Vögel verursachen, wird jedoch als gering eingeschätzt. Ein eher ungewöhnliches Verhalten für einen Vertreter der Gattung ist die Aufnahme von Blütennektar, die ansonsten eher für Trupiale (Icterus) typisch ist.

### Stimme
Braunschulterstärlinge gelten als recht ruffreudige Vögel, die besonders in einem größeren Schwarm eine beachtliche Lautstärke erreichen können. Der Gesang der Art ist ein summendes, langgezogenes whaaaaaaaa oder zwaaaaaaaa, das oft von beiden Geschlechtern als abwechselndes Duett vorgetragen wird. Manchmal geht dem eigentlichen Gesang ein hohes, schrilles preee-whaaaaaaaa voraus. Andere bekannte Rufe sind unter anderem ein hartes chuck, das als möglicher Alarmruf interpretiert und meist von einem schnellen Auf-und-ab-zucken des Schwanzes begleitet wird. Darüber hinaus existiert ein nasales whaap, das vor allem bei der Nahrungssuche ausgestoßen wird. Die Funktion eines metallisch klingenden pleeet ist bislang noch unbekannt.

### Fortpflanzung

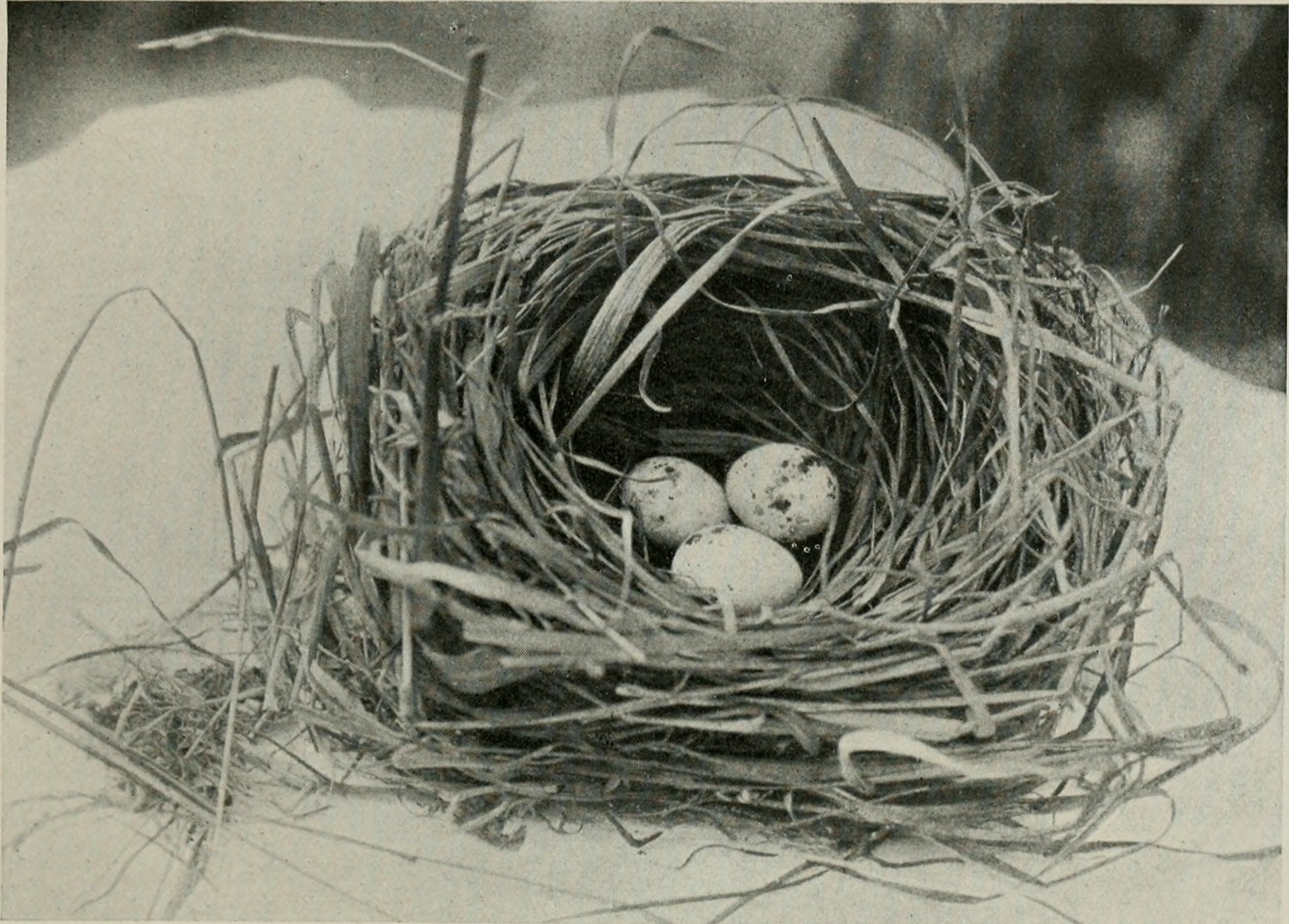
Aufnahme eines Nests mit drei Eiern (1902)

Die Brutzeit erstreckt sich in etwa von Ende April oder Anfang Mai bis in den Juli, in manchen Jahren auch bis in den August hinein. Die Vögel sind monogam und auch in der Brutzeit kaum territorial, lediglich der unmittelbare Bereich um das Nest wird gegen Eindringlinge verteidigt. Der Nestbau obliegt fast ausschließlich dem Weibchen, nur selten beteiligt sich der Partner bei der Beschaffung des Nistmaterials. Dabei kann handelt es sich um kleine Zweige, trockenes Gras, Moos, Federn oder Haare handeln, die miteinander zu einer tassenförmigen Konstruktion verwoben werden. Es wird in bis zu 50 m Höhe in einem Baum angelegt, häufig befindet sich der gewählte Baum direkt am Wasserrand, das Nest wird gern an einem über das Wasser hängenden Ast angelegt. In menschlichen Siedlungen kommen auch ungewöhnliche Standorte, wie etwa defekte und ausgebrannte Straßenlaternen in Frage. Geringe Abstände von nur 8 bis 25 m zwischen den einzelnen Nestern können leicht den Eindruck einer losen Kolonie entstehen lassen. Nach der Fertigstellung des Nests legt das Weibchen drei bis vier bläuliche oder grünliche Eier, deren Schale mit braunen Flecken gesprenkelt ist. Ihr durchschnittliche Größe liegt bei 22,2 × 16,6 mm, das Gewicht beträgt circa 3,7 g. Die Bebrütung der Eier und das anschließende Hudern der Nestlinge obliegen allein dem weiblichen Altvogel. Bei hohen Temperaturen schirmt sie die Jungvögel außerdem mit weit ausgebreiteten Flügeln vor der direkten Sonneneinstrahlung ab. Das Heranschaffen der Nahrung und die Fütterung der Nachkommen übernehmen hingegen beide Partner gleichermaßen. Die genaue Inkubationszeit der Eier und die Dauer der Nestlingsphase sind bislang undokumentiert.

## Verbreitung und Gefährdung

Verbreitungsgebiet des Braunschulterstärlings

Das Verbreitungsgebiet des Braunschulterstärlings liegt in der Karibik, den Kern bilden Kuba und einige kleinere, vorgelagerte Inseln wie der Jardines-de-la-Reina-Archipel und Cayo Cantiles im Canarreos-Archipel. Darüber hinaus existiert eine Population im Westen Haitis rund um die Mündung des Flusses Artibonite. Die Art gilt allgemein als Standvogel, allerdings gibt es einige ältere Berichte über einzelne Vögel von den weiter nördlich gelegenen Florida Keys. Während die Art auf Kuba recht häufig und nicht bedroht ist, gilt sie auf Hispaniola als vergleichsweise selten. Die IUCN stuft den Braunschulterstärling mit Stand 2018 als „nicht gefährdet“ (Status least concern) ein, die Bestandsentwicklung scheint stabil zu verlaufen. Genaue Populationszahlen liegen der Organisation allerdings nicht vor.

## Systematik
Die Erstbeschreibung des Braunschulterstärlings stammt aus dem Jahr 1827 und geht auf den irischen Zoologen Nicholas Aylward Vigors zurück. Das Typusexemplar stammt aus der Umgebung der kubanischen Hauptstadt Havanna. Als wissenschaftlichen Namen der neuen Art wählte Vigors das Binomen Leistes humeralis. Das Artepitheton stammt aus dem Lateinischen und bedeutet in etwa „auf die Schulter bezogen“, in Anlehnung an den auffälligen Schulterfleck der Vögel. 1866 stellte der amerikanische Ornithologe John Cassin die Art in die Gattung Agelaius, in der sie bis heute verblieben ist. Phylogenetische Untersuchungen ergaben Ende des 20. Jahrhunderts, dass der auf Puerto Rico heimische Gelbschulterstärling (A. xanthomus) die Schwesterart des Braunschulterstärlings darstellt. Beide gemeinsam stehen einer Klade bestehend aus den in Nordamerika verbreiteten Arten der Gattung gegenüber. Die haitianische Population wurde ursprünglich als eigene Art Agelaius quisqueyensis beschrieben, jedoch bereits 1928 durch den amerikanischen Ornithologen James Bond mit dem Braunschulterstärling synonymisiert. Eine Studie aus den 1930er-Jahren stellte bei dieser Population zwar eine größere Varianz hinsichtlich der Färbung des Schulterflecks als bei den auf Kuba lebenden Exemplaren fest, dies führte jedoch nicht zur Beschreibung einer eigenen Unterart. Es werden daher nur zwei Unterarten als gültig betrachtet:
- A. h. humeralis (Vigors, 1827) – Die Nominatform bewohnt das gesamt Verbreitungsgebiet mit Ausnahme von Cayo Cantiles.[2]
- A. h. scopulus Garrido, 1970 – Diese Form kommt nur auf der südlich der kubanischen Zapata-Halbinsel gelegenen, kleinen Insel Cayo Cantiles vor. Sie ist deutlich kleiner und hat proportional kürzere Flügel als die Nominatform. Der Schnabel ist dafür länger und dünner. Der Schulterfleck ist reduziert.[8]